# João Luiz dos Santos
João Luiz dos Santos, ou simplesmente João Luiz (Rio de Janeiro, 21 de junho de 1959), é um ex-futebolista brasileiro que atuava como zagueiro e lateral esquerdo.

## Carreira
Iniciou a carreira futebolística no Vasco da Gama. Após deixar o clube de São Januário, o atleta teve passagens por Náutico e Sport, além de duas passagens pelo Atlético Paranaense, onde conquistou o Campeonato Paranaense de 1982 e 1983.

## Títulos
Vasco da Gama
- Campeonato Carioca: 1982

Atlético Paranaense
- Campeonato Paranaense: 1982, 1983

Seleção Brasileira
- Campeão Jogos Pan-Americanos: 1979